# 木村了
木村 了（きむら りょう、1988年9月23日 - ）は、日本の俳優である。
東京都三鷹市出身。ホリプロ所属。

## 略歴
2002年、第15回ジュノン・スーパーボーイ・コンテストで審査員特別賞を受賞したのをきっかけに芸能界入りする。
2003年、FLOWの「ブラスター」のPV出演で俳優デビュー。2004年には藤原竜也主演映画『ムーンライト・ジェリーフィッシュ』で映画初出演する。
2016年、女優の奥菜恵と結婚。

## 人物
- 3人兄弟の末っ子である。
- 趣味はバスケットボールとサッカー。特技は空手で、黒帯2段である。
- 尊敬する人物として『ムーンライト・ジェリーフィッシュ』で共演した藤原竜也を挙げている。
- 映画『NANA』にシン役で出演が決まっていたが、スケジュールが合わず松山ケンイチにバトンタッチしている。

## 出演

### テレビドラマ
- WATER BOYS2（2004年7月6日 - 9月21日、フジテレビ） - 佐野秀樹 役
- ディビジョン1 ステージ8「放課後」（2004年11月25日 - 12月23日、フジテレビ） - 梶宏 役
- リターンマッチ〜敗者復活戦〜（2004年12月5日、東海テレビ・フジテレビ系） - 河野進 役
- Xmasなんて大嫌い（2004年12月13日 - 16日、日本テレビ） - 大倉雅也 役
- 彼らの海VII Wish On The Polestar（2005年2月26日、テレビ熊本 / 3月14日、フジテレビ） - 主演・柏木賢 役[注釈 1]
- ヤンキー母校に帰る〜旅立ちの時 不良少年の夢（2005年3月27日、TBS） - 和泉衛 役
- チェケラッチョ!! in TOKYO（2006年4月13日 - 6月15日、フジテレビ） - 九条三平 役
- ダンドリ。〜Dance☆Drill〜 第1話（2006年7月11日、フジテレビ） - 神宮寺達郎 役
- のだめカンタービレ Lesson 10・Last Lesson（2006年12月18日・25日、フジテレビ） - 高橋紀之 役
  - のだめカンタービレ 新春スペシャル in ヨーロッパ（2008年1月4日・5日）
- 翼の折れた天使たち 第三夜「時」（2007年2月28日、フジテレビ） - 大輔 役
- 特急田中3号（2007年4月13日 - 6月22日、TBS） - 田中次郎 役
- ミュードラ「愛すべき人」（2007年6月3日、フジテレビ721）
- 花ざかりの君たちへ〜イケメン♂パラダイス〜（2007年7月3日 - 9月18日、フジテレビ） - 中央千里 役
  - 花ざかりの君たちへ〜イケメン♂パラダイス〜 卒業式&7と1/2話スペシャル〜（2008年10月12日）
- 大河ドラマ（NHK総合）
  - 風林火山 第33話 - 最終話（2007年8月19日 - 12月16日） - 武田義信 役
  - 麒麟がくる 第9話・第12話・第18話・第19話（2020年3月15日・4月5日・5月17日・24日） - 織田信勝 役[2][3]
  - べらぼう〜蔦重栄華乃夢噺〜 第4回 - （2025年1月26日 - ） - 平秩東作 役[4]
- フライトパニック（2007年10月20日、フジテレビ） - 天谷祐介 役
- 新春ドラマ特別企画 第19回フジテレビヤングシナリオ大賞 今日は渋谷で6時（2008年1月5日、フジテレビ） - 澤田櫂 役
- パズル（2008年4月18日 - 6月20日、ABCテレビ・テレビ朝日系） - 神崎明 役
- キャットストリート（2008年8月28日 - 10月2日、NHK総合） - 鈴木剛太 役
- 赤い糸（2008年12月6日 - 2009年2月28日、フジテレビ） - 高橋陸（たかチャン） 役
- オトメン（乙男）～夏～（2009年8月1日 - 9月26日、フジテレビ） - 多武峰一 役
  - オトメン（乙男）～秋～（2009年10月13日 - 11月3日）
- 絶対零度シリーズ（フジテレビ） - 竹林匠 役
  - 絶対零度 〜未解決事件特命捜査〜（2010年4月13日 - 6月22日）
  - 絶対零度 〜未解決事件特命捜査〜 Special （2011年7月8日）
  - 絶対零度〜特殊犯罪潜入捜査〜（2011年7月12日 - 9月20日）
- 逃亡弁護士 第3話（2010年7月20日、関西テレビ・フジテレビ系） - 山本明 役
- パーフェクト・リポート 第6話 - 最終話（2010年11月21日 - 12月19日、フジテレビ） - 澤村光輝 役
- 桜からの手紙 〜AKB48 それぞれの卒業物語〜 第3夜・第5夜（2011年2月28日・3月2日、日本テレビ） - 吉田弘毅 役
- 四つ葉神社ウラ稼業 失恋保険〜告らせ屋〜 第3話（2011年4月21日、読売テレビ・日本テレビ系） - 長塚馨 役
- BOSS 2ndシーズン 第6話（2011年5月26日、フジテレビ） - 河村誠 役
- 新春ドラマスペシャル もう誘拐なんてしない（2012年1月3日、フジテレビ） - 平戸修平 役
- 鈴子の恋 第9話 - 第17話・第36話 - 第40話・第56話（2012年1月17日 - 27日・2月23日 - 29日・3月22日、東海テレビ・フジテレビ系） - 佐伯真蔵 役
- 家族八景 Nanase,Telepathy Girl's Ballad 第1話（2012年1月20日、毎日放送 / 1月25日、TBS） - 尾形潤一 役
- 13歳のハローワーク 第5話（2012年2月10日、テレビ朝日） - 麻生康介 役
- RUN60 第4話 - 第9話（2012年5月10日 - 6月14日、毎日放送） - 桑田和仁 役
- 金曜プレステージ 山村美紗サスペンス 赤い霊柩車シリーズ30 龍野武者行列殺人事件 前編（2012年9月28日、フジテレビ） - 盛田和夫 役
- イロドリヒムラ 第5話（2012年11月13日、TBS） - 北村 / アキラ（声） 役
- CLAMPドラマ ホリック〜xxxHOLiC〜 第2話（2013年3月3日、WOWOW） - 津田正仁 役
- 間違われちゃった男（2013年4月13日 - 6月22日、フジテレビ） - 待場順平 役
- 殺しの女王蜂 Last fetish（2013年12月21日、テレビ東京） - クズ拾いの男 役（カメオ出演）
- 仮面ライダーゴースト 第40話（2016年7月17日、テレビ朝日） - アルゴス 役
- 月曜名作劇場 温泉殺人事件シリーズ② 伊豆天城温泉殺人事件（2016年10月24日、TBS） - 宅間俊平 役
- 謎解きLIVE「CATSと聖夜の殺人者 EPISODE 2.4」（2016年12月24日、NHK BSP） - 有馬隆司 役
- 三匹のおっさん3〜正義の味方、みたび!!〜 第1話（2017年1月20日、テレビ東京） - 近藤祥太 役
- 帝一の國〜学生街の喫茶店〜 第四話（2017年4月28日、フジテレビ） - 堂山圭吾 役
- 赤ひげ 第4話（2017年11月24日、NHK BSP） - 猪之助 役
- 深夜のダメ恋図鑑 第6夜（2018年11月11日、ABCテレビ / 11月18日、テレビ朝日系） - 中田 役
- 相棒 season17 第5話（2018年11月14日、テレビ朝日） - 星野亮 役
- メゾン・ド・ポリス（2019年1月11日 - 3月15日、TBS） - 原田照之 役[5]
- 仮面同窓会（2019年6月1日 - 7月21日、東海テレビ・フジテレビ系） - 大見和康 役[6]
- 同期のサクラ 第5話（2019年11月6日、日本テレビ） - 木島光一 役[7]
- 課長バカ一代（2020年1月12日 - 3月22日、BS12 トゥエルビ） - 前田仁 役[8]
- アリバイ崩し承ります 第3話（2020年2月15日、テレビ朝日） - 芝田和之 役
- トップナイフ-天才脳外科医の条件- 第7話（2020年2月22日、日本テレビ） - 池谷 役
- 三屋清左衛門残日録 －新たなしあわせ－（2020年3月14日、時代劇専門チャンネル） - 近江屋竹之助 役
- BG〜身辺警護人〜 第2章 第3話（2020年7月2日、テレビ朝日） - 湯川匡彦 役
- 警視庁・捜査一課長2020 最終話（2020年9月3日、テレビ朝日） - 城宝渉 役
- 刑事7人 シーズン6 最終話（2020年9月30日、テレビ朝日） - 宮田達彦 役
- ホリミヤ 第3話・第4話・最終話（2021年3月3日・10日・31日、MBS・TBS系） - 堀京介 役[9]
- 明治ドラマスペシャル ずんずん!（2021年4月16日、テレビ朝日） - 纏亮介 役[10]
- IP〜サイバー捜査班 第3話（2021年7月15日、テレビ朝日） - 松永大輔 役
- 新春ドラマスペシャル 緊急取調室 特別招集2022 ～8億円のお年玉～（2022年1月3日、テレビ朝日） - 源秀一 役[11]
- スペシャルドラマ 必殺仕事人（2022年1月9日、ABCテレビ・テレビ朝日系） - 岸田藤十郎 役[12]
- 愛しい嘘〜優しい闇〜 第6話 - 最終話（2022年2月18日 - 3月4日、テレビ朝日） - 古堀和也 役
- ドラマスペシャル 監察の一条さん（2022年6月29日、テレビ朝日） - 細田雄太 役
- 赤いナースコール episode1 - episode4・episode12（2022年7月11日 - 8月1日・9月26日、テレビ東京） - 松井時雄 役[13]
- 連続テレビ小説 ちむどんどん 第93回（2022年8月17日、NHK） - 黒岩 役[14]
- 埼玉のホスト（2023年7月26日 - 9月20日、TBS） - 浦西コバト 役[15]
- 彼女たちの犯罪 第5話 - 第9話（2023年8月17日 - 9月15日、読売テレビ・日本テレビ系） - 樋口有志 役[16]
- 大奥 Season2「幕末編」（2023年11月7日 - 12月12日、NHK総合） - 中澤 役[17]
- サブスク不倫（2023年11月10日 - 12月15日、MBS） - 鳥山蒼 役[18]
- アクターズ・ショート・フィルム4「イツキトミワ」（2024年3月22日、WOWOW） - 健五 役[19]
- 特捜9 season7 第1話（2024年4月3日、テレビ朝日） - 島川政二 役[20]
- 愛人転生 -サレ妻は死んだ後に復讐する- 第2話（2024年9月13日、MBS） - 佐藤 役[21]
- 新・暴れん坊将軍（2025年1月4日、テレビ朝日） - 大岡忠光 役[22]
- マイ・ワンナイト・ルール（2025年1月8日 - 2月26日、テレビ東京） - 前田律 役[23]
- 介護スナック ベルサイユ（2025年3月22日・29日、東海テレビ・フジテレビ系） - 山本健太 役[24]
- レプリカ 元妻の復讐（2025年7月7日 - 、テレビ東京） - 藤村桔平 役[25]

### 映画
- ムーンライト・ジェリーフィッシュ（2004年8月7日公開、ポニーキャニオン） - 寺沢ミチオ 役
- 最終兵器彼女（2006年1月28日公開、東映） - アツシ 役
- キャッチ ア ウェーブ（2006年4月29日公開、ワーナー・ブラザース映画） - 小林誠人 役
- シュガー&スパイス 風味絶佳（2006年9月16日公開、東宝） - マッキー 役
- ワルボロ（2007年9月8日公開、東映） - キャーム 役
- ヒートアイランド（2007年10月20日公開、ザナドゥー） - カオル 役
- 赤い糸（2008年12月20日公開、松竹） - 高橋陸（たかチャン） 役
- 東京島（2010年8月28日公開、ギャガ） - 犬吉 役
- 裁判長!ここは懲役4年でどうすか（2010年11月6日公開、ゼアリズエンタープライズ） - 小川祐也被告 役
- うさぎドロップ（2011年8月20日公開、ショウゲート） - 鈴木雄一 役
- バルーンリレー（2012年6月23日公開、デジタルSKIPステーション） - 尾崎圭吾 役
- RUN60 -GAME OVER-（2012年6月30日公開、ユニバーサル ミュージック） - 桑田和仁 役
- サンブンノイチ（2014年4月1日公開、KADOKAWA） - 若槻 役
- 横たわる彼女（2014年12月6日公開） - 藤井かずみ 役
- 劇場版 仮面ライダーゴースト 100の眼魂とゴースト運命の瞬間（2016年8月6日公開、東映） - アルゴス / 仮面ライダーダークゴースト / 仮面ライダーエクストリーマー 役[26][27]
- 帝一の國（2017年4月29日公開、東宝） - 堂山圭吾 役[28]
- DTC -湯けむり純情篇- from HiGH&LOW（2018年9月28日公開、松竹） - サウナの利用客 役
- 億男（2018年10月19日公開、東宝） - 十和子を買おうとする男 役
- 多十郎殉愛記（2019年4月12日公開、東映 / よしもとクリエイティブ・エージェンシー） - 清川数馬 役[29]
- ザ・ファブル（2019年6月21日公開、松竹） - コード 役[30]
- ホリミヤ（2021年2月5日公開、ティ・ジョイ） - 堀京介 役[9]
- 嘘喰い（2022年2月11日公開、ワーナー・ブラザース映画） - 草波渉 役
- 劇場版 マーダー★ミステリー 探偵・斑目瑞男の事件簿 鬼灯村伝説 呪いの血（2024年2月16日公開、アイエス・フィールド） - 二宮純平 役[31]
- 仮面ライダーセイバー 深罪の三重奏（2022年公開、東映）- 間宮 / 仮面ライダーファルシオン 役
- 六人の嘘つきな大学生（2024年11月22日公開、東宝） - 鴻上達章 役[32]
- メイソウ家族「UMI」（2025年8月29日公開予定、日活） - 風間 役[33]

### 配信ドラマ
- ミュードラ「愛すべき人」（2007年4月10日、フジパシフィック音楽出版）
- 私が黄金を追う理由〜映画「黄金を抱いて翔べ」スペシャルドラマ〜（2012年10月1日 - 27日、BeeTV） - 飯塚悠斗 役
- UULA恋愛体感シリーズ 第二弾『モトカレ』 Ep4.「故郷で再会した初恋の人」（2014年1月8日 - 29日、UULA） - 主演・太一 役
- 三色丼、めしあがれ 「2015年 宮島家編」・「宮島家 特別編」（2015年3月4日 - 25日、NOTTV） - 宮島裕之 役
- 太陽の法廷 ～不戦弁護士・麹谷陽太～ 後編（2017年3月31日、Hulu）
- 紺田照の合法レシピ（2018年3月6日 - 4月24日、Amazon Prime Video） - 鬼灯小次郎 役
- ただいまオンライン喧嘩中「木村了×佐津川愛美 編」（2020年6月1日、YouTube） - 夫 役[34][35]
- 君と世界が終わる日に Season2（2021年3月21日 - 4月25日、Hulu） - 辺見茂 役[36]
- 孤独のグルメ〜美味しいけどホロ苦い…井之頭五郎の災難〜 「食の流儀編」（2022年3月31日、Paravi / 4月1日、ひかりTV） - 坂元 役[37]

### ラジオドラマ
- SOUNDS OF STORY〜ASADA JIRO LIBRARY〜「マダムの咽仏」（2015年3月14日、J-WAVE）[38]
- Wellith LIFE IS BEAUTIFUL 第47話 - 第50話・第67話 - 第74話（2015年6月22日 - 25日・7月27日 - 8月6日、J-WAVE） - 内田弘 役

### バラエティ
- ペット大集合!ポチたま（2004年4月9日 - 2008年6月20日、テレビ東京）
- 大改造!!劇的ビフォーアフター（2005年4月10日 - 2006年3月19日、ABCテレビ・テレビ朝日系）

### CM
- ドラゴンドライブカード（2003年5月14日 - 7月30日）
- 明光義塾
  - 「はなまる」篇（2004年）
  - わかるまでとことん付き合う（2005年）
- サークルKサンクス 「新鮮食材たっぷり ふんわりサンドイッチ」（2006年）[注釈 2]

### 舞台
- 山口百恵トリビュート・ミュージカル「プレイバックpart2 屋上の天使」（2005年12月10日 - 20日、東京国際フォーラム）
- 近代能楽集「弱法師」（2008年9月25日 - 10月13日、 新国立劇場 小劇場） - 主演・俊徳 役[39]
- いのうえ歌舞伎・壊<Punk>「蜉蝣峠」（2009年3月11日 - 4月12日、赤坂ACTシアター / 4月21日 - 5月7日、梅田芸術劇場メインホール） - サルキジ 役
- 赤と黒（2009年10月1日 - 11日、赤坂RED/THEATER） - 主演・ジュリアン 役[40]
- 嫌われ松子の一生（2010年4月17日 - 28日、青山円形劇場） - 龍洋一 役
- 12人の優しい殺し屋（2010年8月7日 - 15日、赤坂RED/THEATER） - 風間芳樹 役[41]
- 薄桜鬼 新選組炎舞録（2010年10月1日 - 17日、天王洲 銀河劇場） - 風間千景 役
- 朱雀家の滅亡（2011年9月20日 - 10月10日、新国立劇場 小劇場） - 朱雀経広 役[42]
- リーディング公演「耳なし芳一」（2012年4月7日・8日、KAAT 神奈川芸術劇場 中スタジオ） - 主演・芳一 役
- LIVE ACT 青の祓魔師〜魔神の落胤〜（2012年5月11日 - 17日、日本青年館 大ホール） - 主演・奥村燐 役[43]
- リーディング 心で聴く三島由紀夫「弱法師」（2012年7月8日、山中湖村公民館） - 主演・俊徳 役
- 葛河思潮社 第二回公演「浮標」（2012年9月20日 - 9月30日、世田谷パブリックシアター / 10月6日 - 8日、梅田芸術劇場 シアター・ドラマシティ / 10月10日、兵庫県立芸術文化センター 阪急中ホール / 10月13日 - 10月15日、仙台市宮城野区文化センター シアターホール / 10月20日、 りゅーとぴあ 新潟市民芸術文化会館・劇場） - 利男 役
- ライチ☆光クラブ（2012年12月14日 - 25日、紀伊國屋ホール） - 主演・ゼラ 役[44]
  - ライチ☆光クラブ 再演（2013年12月16日 - 24日、AiiA Theater Tokyo）[45]
- 象（2013年7月2日 - 21日、新国立劇場 小劇場 / 7月30日、シベールアリーナ / 8月3日、兵庫県立芸術文化センター） - 主演・男 役[注釈 3][46]
- 鉈切り丸（2013年10月11日 - 27日、オリックス劇場 / 11月7日 - 30日、東急シアターオーブ） - 和田義盛 役[47]
- 神なき国の騎士―あるいは、何がドン・キホーテにそうさせたのか?（2014年3月3日 - 16日、世田谷パブリックシアター / 3月20日・21日、兵庫県立芸術文化センター 阪急中ホール / 3月28日・29日、りゅーとぴあ新潟市民芸術文化会館・劇場）
- 學蘭歌劇「帝一の國」（2014年4月18日 - 5月6日、PARCO劇場） - 主演・赤場帝一 役[48]
  - 【第二章】學蘭歌劇「帝一の國」-決戦のマイムマイム-（2015年7月12日 - 20日、AiiA 2.5 Theater Tokyo / 7月25日・26日、梅田芸術劇場 シアター・ドラマシティ）[49]
  - 【最終章】學蘭歌劇「帝一の國」-血戦のラストダンス-（2016年3月17日 - 27日、AiiA 2.5 Theater Tokyo）[50][51]
  - 學蘭歌劇「帝一の國」-大海帝祭-（2017年8月11日 - 13日、日本青年館ホール）[52]
- こころで聴く三島由紀夫Ⅲ リーディング「邯鄲」（2014年7月20日、山中湖村公民館） - 主演・次郎 役
- ラヴ・レターズ～2014 24th Anniversary～（2014年8月2日、PARCO劇場） - アンディ 役[53]
- 生きてるものはいないのか（2014年10月16日 - 26日、青山円形劇場） - マッチ 役[54]
- ランドスライドワールド（2015年1月11日 - 25日、本多劇場 / 1月29日 - 2月1日、ABCホール） - 羽根田三太 役[55]
- 虹とマーブル（2015年8月22日 - 9月6日、世田谷パブリックシアター / 9月8日、島根県民会館 大ホール / 9月10日、広島アステールプラザ 大ホール / 9月12日、そぴあしんぐう / 9月17日、電力ホール / 9月20日、梅田芸術劇場 シアター・ドラマシティ / 9月22日・23日、刈谷市総合文化センター 大ホール / 9月25日、アクトシティ浜松 大ホール） - 南田静馬 役[56]
- 桜の園（2015年11月11日 - 29日、新国立劇場 小劇場） - トロフィーモフ 役
- 花より男子 The Musical（2016年1月5日 - 24日、シアタークリエ / 1月28日、福岡サンパレス ホテル&ホール / 2月6日・7日、愛知県芸術劇場 大ホール / 2月11日 - 14日、サンケイホールブリーゼ） - 織部順平 役[57]
- 方南ぐみ企画朗読舞台「逢いたくて…」（2016年5月12日、シアターサンモール）[58]
- TARO URASHIMA（2016年8月11日 - 15日、明治座） - 主演・浦島太郎 役[59]
- フリック（2016年10月13日 - 30日、新国立劇場 小劇場） - 主演・エイヴリー 役[60]
- リーディングドラマ「シスター」（2017年3月12日、サンケイホールブリーゼ）[61]
- 犬夜叉（2017年4月6日 - 15日、天王洲 銀河劇場） - 奈落 役[62]
- MOJO（2017年6月23日 - 7月14日、品川プリンスホテル クラブeX） - スウィーツ 役[63]
- ONWARD presents 劇団☆新感線『髑髏城の七人 Season月』下弦の月 Produced by TBS（2017年11月23日 - 2018年2月21日、IHIステージアラウンド東京） - 兵庫 役[64]
- 光より前に～夜明けの走者たち～（2018年11月14日 - 25日、紀伊國屋ホール / 11月29日 - 12月2日、ABCホール） - 君原健二 役[65]
- 北齋漫畫（2019年6月9日 - 7月7日、東京グローブ座） - 佐七（曲亭馬琴） 役[66]
- 劇団朱雀 復活公演（2019年11月26日 - 12月15日、紀伊國屋サザンシアター TAKASHIMAYA / 12月19日 - 30日、ぎふ葵劇場 / 2020年1月4日 - 7日、サンケイホールブリーゼ / 1月18日、道新ホール）[67]
- 両国花錦闘士（2020年12月5日 - 23日、明治座 / 2021年1月5日 - 13日、新歌舞伎座 / 1月17日 - 28日、博多座） - 清史 役（特別出演）[68]
- 2022年劇団☆新感線 42周年興行 春公演 いのうえ歌舞伎「神州無頼街」（2022年3月17日 - 29日、オリックス劇場 / 4月9日 - 12日、富士市文化会館ロゼシアター 大ホール / 4月26日 - 5月28日 東京建物 Brillia HALL） - 凶介 役[注釈 4][70][71]
- 新国立劇場 開場25周年記念公演「レオポルトシュタット」（2022年10月14日 - 31日、新国立劇場 中劇場） - フリッツ 役、市民 役[72]
- パルコ・プロデュース2022「幽霊はここにいる」（2022年12月8日 - 26日、PARCO劇場 / 2023年1月11日 - 16日、森ノ宮ピロティホール） - 箱山義一 役[73]
- ピローマン（2024年10月3日 - 27日、新国立劇場 小劇場） - ミハエル 役[注釈 5][74]

### イベント
- ネルフェス2014 in 武道館（2014年11月7日、日本武道館） - 赤場帝一 役[75]
- ジャンプフェスタ2017（2016年12月17日、幕張メッセ）[76]

### PV
- FLOW「ブラスター」（2003年7月2日）
- サラブレンド「君といた場所」（2005年9月7日）

### テレビアニメ
- ライチ DE 光クラブ（2012年10月2日 - 11月20日、TOKYO MX） - 主演・ゼラ 役[77]

### オリジナルビデオ
- 仮面ライダーセイバー 深罪の三重奏（2022年5月11日、東映ビデオ） - 間宮 / 仮面ライダーファルシオン 役[78]

### イメージキャラクター
- セントラルスポーツ（2007年秋冬 - 2008年新春）

### ゲーム
- オール仮面ライダー ライダーレボリューション（2016年12月21日、3DS） - 仮面ライダーダークゴースト 役

## 作品

### CD
- Keep It Goin' On（2006年6月21日）（フジテレビ系「青春ENERGY〜チェケラッチョ!! in TOKYO」劇中歌）（ROM-4の名義で、劇中の主人公達がラップグループを組んで、ドラマの劇中にて作っていくもの）

### DVD
- 木村了 in Moonlight Jellyfish（2004年8月4日、ポニーキャニオン）

## 書籍

### 写真集
- MAKING OF WATER BOYS 2（2004年8月26日、ワニブックス）ISBN 4-8470-1563-0